# Arpeggio of Blue Steel
Aoki Hagane no Arpeggio (яп. 蒼き鋼のアルペジオ Аоки Хаганэ но Арупэдзио, «Арпеджио Голубой стали») — манга, авторами которой являются Коити Исикава и Кэндзи Мицуёси, пишущие под псевдонимом «Ark Performance». Публикуется издательством Shōnen Gahosha в журнале Young King Ours. По данным на ноябрь 2016 года, было выпущено 13 томов манги. На английском языке манга выпускается американской компанией Seven Seas Entertainment. Аниме-адаптация студии Sanzigen под названием Aoki Hagane no Arpeggio -Ars Nova- транслировалась с 7 октября по 23 декабря 2013 года. Открытие к аниме «Savior of Song» исполняет рок-группа My First Story совместно с Nano, а 2 концовки «Blue Field» и «Innocent Blue» исполняют Маи Футигами, Манами Нумакура и Хибику Ямамура.
В сентябре 2013 года было объявлено о разработке онлайн-игры совместно с Ark Performance и компанией Kantai Collection. Также над дизайном и рисовкой занимаются представители Kadokawa Games, в некоторых кроссоверах в игре будут задействованы персонажи, принадлежащие Kantai Collection. Впервые о предстоящем выходе игры стало известно в специальном выпуске журнала Kantai Collection, который выпускался с 24 декабря 2013 года по 6 января 2014 года.
В 2015 году вышли два полнометражных анимационных фильма, представляющие собой развитие сюжета аниме-сериала. Премьера первого фильма, Aoki Hagane no Arpeggio -Ars Nova- DC, состоялась 31 января. Большую часть этой ленты составляет нарезка из эпизодов сериала. Полностью оригинальный фильм под названием Aoki Hagane no Arpeggio -Ars Nova- Cadenza, логически завершающий сюжетную линию, вышел 3 октября.

## Сюжет
В будущем из-за глобального потепления уровень океана повышается настолько, что затапливает все прибрежные мегаполисы, в том числе и Токио. В 2039 году появляется таинственный «туманный флот», состоящий из разумных боевых кораблей, чей уровень технологий значительно превосходит корабли, управляемые людьми. Они создают глобальную блокаду во всём мире, изолировав океаны от человечества. Япония как островное государство оказывается в полной изоляции.
В 2056 году, через 17 лет после начала блокады, к японскому студенту японской национальной морской академии по имени Гундзо Тихая прибывает таинственная девочка по имени Иона, которая является персонифицированным аватаром одного корабля туманного флота, она заявляет, что получила «приказ свыше» — служить Гундзо. Так Гундзо решает создать новую команду «Голубая сталь», чтобы сражаться против туманного флота. По мере развития сюжета Гундзо удаётся склонить на свою сторону всё больше персонифицированных аватаров. Туманный флот начинает видеть в Гундзо и Ионе реальную угрозу. Конечная цель команды голубой стали заключается в том, чтобы доставить разработки нового сверх-оружия на территорию США для его массового производства, что даст возможность эффективно бороться против туманного флота.

## Персонажи

### Люди
Гундзо Тихая (яп. 千早 群像 Тихая Гундзо:)
Сэйю: Кадзуюки Окицу
Главный герой истории и студент японской национальной морской академии. После знакомства с Ионой решает управлять её кораблём и образует команду «Голубая сталь». Холоден, превосходный стратег и в то же время стремится решить все конфликты мирным путём и не убивать персонифицированных аватаров туманного флота или просто туманников. В результате по мере развития сюжета, к команде Гундзо присоединяется всё больше туманников-дезертиров.
Со Орибэ (яп. 織部僧 Орибэ Со:)
Сэйю: Синобу Мацумото
Член команды голубой стали, правая рука Гундзо, всегда носит маску на лице, так как утверждает, что страдает сильной аллергией.
Кёхэй Касихара (яп. 橿原 杏平 Касихара Кё:хэй)
Сэйю: Эйдзи Миясита
Член команды голубой стали, офицер. Имел очень плохие оценки в военно-морской академии. Когда экипаж находится в опасности, Кёхэй преждевременно впадает в панику и обвиняет Гундзо в безрассудстве.
Иори Ватануки (яп. 四月一日 いおり Ватануки Иори)
Сэйю: Минами Цуда
Член команды голубой стали, инженер-механик
Сидзука Хадзуми (яп. 八月一日 静 Хадзуми Сидзука)
Сэйю: Нао Тояма
Член команды голубой стали, оператор сонара на корабле и хороший стратег. Известно, что она была в Тайване.
Сёдзо Тихая (яп. 千早 翔像 Тихая Сё:дзо:)
Сэйю: Дзёдзи Наката
Отец Гундзо, был героем войны во время последнего сражения между ВМФ ООН и флотом Тумана, где он и его команда сумели захватить подводную лодку I-401. Долгое время считалось, что он умер, но был обнаружен на Туманном флоте. Впоследствии стало ясно, что он перешёл на их сторону и управляет европейским туманным флотом, известным как алый флот.
Макиэ Осакабэ (яп. 刑部 薪絵 Осакабэ Макиэ)
Сэйю: Саюри Хара
Девочка-вундеркинд, созданная при помощи генной инженерии. Изобрела вибрационную боеголовку. После того, как туманный флот сделал попытку украсть её, японское правительство решило убить Макиэ, но её спасла Голубая сталь. Так как её тело не стабильно, она должна периодически принимать лекарства и проходить медосмотры.
Рёкан Кита (яп. 北 良寛 Кита Рё:кан)
Сэйю: Ацуси Оно
Влиятельный член японского парламента, главный кандидат на пост премьер-министра Центральной Японии. Бывший капитан японского военно-морского флота, который принимал участие в морском сражении против Туманного флота в 2039 году, во котором объединённый флот ООН потерпел разгромное поражение. Заинтересован в том, чтобы корабль Ионы вошёл в японский военный флот, но Гундзо не поддержал эту идею. Плохой дипломат, для достижения своих целей готов пойти на грязные методы, относится ко всем туманникам без исключения как к машинам-монстрам, которые должны быть стёрты с лица Земли.

### Туманный флот
Некоторые корабли туманного флота имеют свои уникальные персонификации, которые выглядят как люди. Все персонификации являются девушками, так как согласно «их данным», люди относились к своим кораблям как к объектам женского пола. Сюжет не раскрывает причину, по которой туманники должны не допускать людей к воде и уничтожать их там, но ясно, что все туманники следуют некоему «кодексу адмиралтейства», который закладывается в них с самого создания. При этом туманник следует кодексу добровольно и обладает достаточной свободой мнения, чтобы пойти против кодекса, но это делают лишь единицы, которые вступали в контакт с человеком.
Иона (яп. イオナ Иона) / I-401
Сэйю: Маи Футигами
Главная героиня истории, персонифицированное воплощение патрульно-разведывательной подводной лодки туманного флота или просто туманник. Получила задание от «высшего руководства» верно следовать за Гундзо. Если поначалу она казалась бездушной программой, то длительный контакт с людьми постепенно начал развивать в ней новую личность.
Такао (яп. タカオ Такао)
Сэйю: Манами Нумакура
Персонификация тяжёлого крейсера Такао. Сначала намеревалась уничтожить Иону, но была поражена гравитационной пушкой. После этого влюбляется в Гундзо и решает присоединиться к нему. В манге Такао, помогая I-401 и её экипажу незаметно выскользнуть из ловушки, устроенной правительством во главе с Китой, была потоплена подводной лодкой U-2501. Её персонификация при это была спасена и позже восстановлена Ямато.
В аниме-адаптации, когда Такао осознаёт, что судьба Гундзо — быть с Ионой, она жертвует своим телом, чтобы спасти обоих, и в результате её крейсер сливается с кораблём Ионы, хотя сама Такао не умирает, но больше не может материализовывать свою персонификацию (в 12 серии, в титрах показан момент, где её материализовали). В отличие от Ионы или Харуны её характер можно описать как человеческий. Такао дерзка и самоуверенна, любит подшучивать над противником и соблазнять.
Хюга (яп. ヒュウガ Хю:га)
Сэйю: Саки Фудзита
Бывший линкор туманного флота и флагман восточного флота, была потоплена Ионой за год до основных событий и решила перейти на сторону Ионы и Гундзо. Она обустроилась на острове Иводзима, превратив его в мощную базу. Сильно влюблена в Иону и докучает ей, когда та прибывает на базу, к Гундзо относится терпимо лишь из-за того, что Иона лояльна к нему.
Ямато (яп. ヤマト Ямато)
Верховный флагман туманного флота, тот, кто дал права другим флотам создать персонифицированные аватары, чтобы лучше понять людей. Обладает двумя Аватарами: один назван в честь себя, другой носит название Котоно и выглядит идентично, как бывшая любовница Гундзо и одноклассница академии. Не появляется в аниме-адаптации.
Конго (яп. コンゴウ Конго:)
Сэйю: Юкана Ногами
Флагман Второго восточного туманного флота. Выступает в качестве антагониста. Сначала показана холодной и бездушной, она ревностно следует «кодексу адмиралтейства», правилам некоего высшего руководства, которым следуют все туманники с самого «рождения». Она долгое время отрицает такой феномен, как человеческие чувства и сама не замечает, как попадает в их капкан, став одержимой ненавистью к Ионе. Конго стала всё ревностнее отрицать, что является одинокой и даже из-за своих резких действий, побуждённых ненавистью, была отстранена от своей обязанности. После поражения от Ионы признаёт, что чувствовала себя одинокой, и решает дружить с Ионой, оставаясь, однако, независимой.
Харуна (яп. ハルナ Харуна)
Сэйю: Хибики Ямамура
Линкор туманного флота. Носит плащ. Хотя внешне она кажется маленькой девочкой-подростком, на самом деле это только иллюзия, вызванная её причёской и широким пальто. Харуна наоборот самая высокая из всех персонификаций и имеет большую грудь. Поначалу не проявляет никаких эмоций, бездушно уничтожая врага, но позже знакомится с Макиэ и привязывается к ней. После того, как Макиэ просит Харуну не убивать никого, Харуна действительно становится более человечной и теряет волю к убийствам. Позже решает защищать Макиэ и помогать Голубой стали. Имеет собственную слабость: лишившись своего плаща, она становится абсолютно беспомощной.
Кирисима (яп. キリシマ Кирисима)
Сэйю: Юми Утияма
Линкор туманного флота, которая вместе Харуной попыталась уничтожить Иону, но потерпела поражение. Её корабль и персонификация были уничтожены, но осталось лишь ядро, которое было помещено в плюшевого мишку Макиэ по имени Ётаро. В результате Кирисима стала сопровождать Макиэ в качестве её личной игрушки. В таком теле её способности крайне слабы. Сначала выступала против людей, но позже стала терпимее относится к Макиэ и Голубой стали.
I-400 (яп. イ400)
Сэйю: Рина Хидака
Одна из двух подводных лодок, действующих на море непосредственно по приказам Ямато. Является сестрой-близнецом Ионы и I-402. Большую часть времени носит ципао. Была потоплена Ионой.
I-402 (яп. イ402)
Сэйю: Нодзоми Ямамото
Как и I-400, находится на службе, прямо следуя приказам Ямато, и является сестрой-близнецом Ионы. Использовалась Ямато для наблюдения за Такао во время её миссии по сбору информации от местных жителей около японской национальной морской академии. Была потоплена Ионой.
Мая (яп. マヤ Мая)
Сэйю: МАКО
Тяжёлый крейсер, который находится под командованием Конго. Игрива, смотрит на всё через «розовые очки» и любит играть на музыкальных инструментах. Позже выясняется, что Мая вовсе не является самостоятельной личностью, а лишь программой, созданной с целью следить за Конго. По приказу Мая связывает Конго, но та вырывается из её цепей и убивает Маю, поглотив её.

## Манга
Манга начала публиковаться 30 сентября 2009 года в журнале Young King Ours издательством Shōnen Gahōsha. Первый том манги в формате танкобона был выпущен 30 апреля 2010 года. По состоянию на ноябрь 2016 года, всего вышло 13 томов. Позже вышло специальное издание книг, кратко описывающих сюжетную линию, а также Drama CD. В июле 2013 года американская компания Seven Seas Entertainment приобрела права на распространение манги на территории США, а 1 июля 2014 года был выпущен первый том манги на английском языке. Всего к 10 января 2017 года лицензировано 9 томов.
Спин-офф манга под названием Salty Road, иллюстрированная TALI, начала выходить в журнале Young King Ours 16 октября 2014 года, и её сюжет разворачивается вокруг Такао, I-402 и Дзуйкаку во время их проникновения в порт Йокосуки.
| №  | Япония               | Япония                 | Северная Америка      | Северная Америка       |
| №  | Дата публикации      | ISBN                   | Дата публикации       | ISBN                   |
| -- | -------------------- | ---------------------- | --------------------- | ---------------------- |
| 1  | 30 апреля 2010 года  | ISBN 978-4-7859-3375-3 | 1 июля 2014 года      | ISBN 978-1-626920-68-2 |
| 2  | 30 октября 2010 года | ISBN 978-4-7859-3495-8 | 21 октября 2014 года  | ISBN 978-1-626920-76-7 |
| 3  | 30 марта 2011 года   | ISBN 978-4-7859-3593-1 | 20 января 2015 года   | ISBN 978-1-626921-00-9 |
| 4  | 29 октября 2011 года | ISBN 978-4-7859-3726-3 | 7 апреля 2015 года    | ISBN 978-1-626921-25-2 |
| 5  | 28 апреля 2012 года  | ISBN 978-4-7859-3831-4 | 21 июля 2015 года     | ISBN 978-1-626921-57-3 |
| 6  | 30 октября 2012 года | ISBN 978-4-7859-3954-0 | 12 января 2016 года   | ISBN 978-1-626922-01-3 |
| 7  | 30 мая 2013 года     | ISBN 978-4-7859-5056-9 | 3 мая 2016 года       | ISBN 978-1-626922-66-2 |
| 8  | 30 октября 2013 года | ISBN 978-4-7859-5150-4 | 20 сентября 2016 года | ISBN 978-1-626923-26-3 |
| 9  | 30 июня 2014 года    | ISBN 978-4-7859-5327-0 | 10 января 2017 года   | ISBN 978-1-626923-80-5 |
| 10 | 26 декабря 2014 года | ISBN 978-4-7859-5460-4 | 2 мая 2017 года       | ISBN 978-1-626924-59-8 |
| 11 | 30 июля 2015 года    | ISBN 978-4-7859-5599-1 | 5 сентября 2017 года  | ISBN 978-1-626925-43-4 |
| 12 | 30 апреля 2016 года  | ISBN 978-4-7859-5762-9 | 19 декабря 2017 года  | ISBN 978-1-626925-87-8 |
| 13 | 30 ноября 2016 года  | ISBN 978-4-7859-5915-9 |                       |                        |

## Список серий аниме
| №  | Название                                                             | Дата премьеры        |  |
| -- | -------------------------------------------------------------------- | -------------------- |  |
|    |                                                                      |                      |  |
| 01 | Те самые с маршрутами судоходства «Ко:ро о моцу моно» (航路を持つ者) | 7 октября 2013 года  |  |
| 02 | В бурю «Араси но нака э» (嵐の中へ)                                  | 14 октября 2013 года |  |
| 03 | Порт-крепость Йокосука «Ёсай Ко: Ёкосука» (要塞港 横須賀)            | 21 октября 2013 года |  |
| 04 | Нападение на Йокосуку «Ёкосука Кю:сю:» (横須賀急襲)                  | 28 октября 2013 года |  |
| 05 | Не человек «Хито Нарадзару Моно» (人ならざる者)                      | 4 ноября 2013 года   |  |
| 06 | Друзья «Томодати» (ともだち)                                         | 11 ноября 2013 года  |  |
| 07 | Иводзима «Ио:-то:» (硫黄島)                                          | 18 ноября 2013 года  |  |
| 08 | Кукольный дом «Нингё: но Иэ» (人形の家)                              | 25 ноября 2013 года  |  |
| 09 | Отчаянный побег «Кэсси но дассюцуго:» (決死の脱出行)                 | 2 декабря 2013 года  |  |
| 10 | Преданность себе «Соно Ми о Сасагу» (その身を捧ぐ)                   | 9 декабря 2013 года  |  |
| 11 | Сёстры «Симай» (姉妹)                                                | 16 декабря 2013 года |  |
| 12 | Сила, чтобы открыть путь «Ко:ро о Хираку Тикара» (航路を拓く力)      | 23 декабря 2013 года |  |

## Критика и восприятие
Рецензент сайта UK Anime Network Росс Ливерсидж похвалил первый том манги, в первую очередь подчеркнув качественную прорисовку деталей, при которой корабли «выглядят крайне убедительно с каждым иллюминатором, заклёпкой и приборной панелью». Он положительно отозвался об оформлении издания, включающего в себя также общую информацию, характеристики кораблей и биографии героев, сравнив авторов с Масамунэ Сиро. Помимо этого, среди достоинств обозреватель назвал интересных персонажей, особо выделив капитана Гундзо Тихаю. Ливерсидж дал манге оценку 10 из 10.
Терон Мартин, критик сайта Anime News Network, назвал сюжет аниме неплохим, но со слабым началом, зато с сильным концом. Он также отметил, что тут в некотором смысле развивается гарем, хотя и слабо. Несмотря на то, что в сюжете преобладают морские сражения, значительное внимание выделено ментальному взаимодействию персонифицированных аватаров, выяснению их личных мотивов и желаний. Критик хвалит сериал за графику, которая получилась на удивление качественной на фоне того, что выполнена почти полностью в 3D. Сериал рекомендован к просмотру тем, кто интересуется научной фантастикой и военной историей.
Аниме-сериал выиграл множество наград на Newtype Anime Awards 2014. Среди них первое место за «Лучший дизайн мехи» (Такэхико Мацумото), второе место в категории «Лучший аниме-сериал», третье место за «Лучший дизайн персонажей» (Кадзуаки Морита), пятое место за «Лучший сценарий» (Макото Уэдзу) и «Лучший звук» и шестое место в категориях «Лучший режиссёр» (Сэйдзи Киси) и «Лучшая песня» («Savior of Song»). Гундзо Тихая занял третье место в категории «Лучший мужской персонаж», Такао заняла седьмое место в категории «Лучший женский персонаж». В категории «Лучший маскот» Ётаро занял первое место.